# 윤승열
윤승열(尹昇熱, 1993년 7월 8일 ~ )은 전 KBO 리그 한화 이글스의 내야수이다.

## 한화 이글스시절
2012년에 입단하였다.

## 경찰 야구단시절
2017년에 입단하였다.

## 한화 이글스복귀
2018년에 복귀하였다.

## 출신 학교
- 천안남산초등학교
- 천안북중학교
- 북일고등학교

## 가족
배우자:김영희(2021년 1월23일~현재)